# سيف بن الحارث الهمداني
سيف بن الحارث بن سريع الهمداني كان ممَّن شهد كربلاء مع الحسين بن علي، واستُشهد يومعاشوراء في معركة كربلاء.

## النسب
سيف بن الحارث بن سريع بن جابر الهمداني الجابري كان من بني جابر فرع من قبيلة همدان أصلهم من اليمن وسكنوا الكوفة.

## في معركة كربلاء
سيف بن الحارث بن سريع ومالك بن عبد الله أبناء عمومة. فذهبوا إلى كربلاء والتحقوا بأصحاب الحسين بن علي.
وفي يوم عاشوراء لما رأوا الحسين عليه السلام يواجه جيش العدو، جاءوا إليه يبكون. فقال لهم الحسين: "يا بني عم، ما بالكم تبكون؟ والله إني لأرجو أن تقرّ أعينكم قريبًا".
فقالوا: "فدانا الله بك، والله ما نبكي على أنفسنا، ولكن نبكي أن نراك محاصرًا لا نستطيع أن ندفع عنك".
قال الحسين: "جزاك الله خير ما جزى به المتقين على صحبتك وذودك.
وبعد استشهاد حنظلة بن أسعد الشبامي سلم سيف ومالك على الحسين. فأجابهم الحسين سلامه، ثم توجهوا نحو العدو. وقاتلوا يساند بعضهم بعضا حتى استشهدا كلاهما.